# Лангенвайсбах
Лангенвайсбах (нім. Langenweißbach) — громада в Німеччині, розташована в землі Саксонія. Входить до складу району Цвікау.
Площа — 22,49 км2. Населення становить 2464 ос. (станом на 31 грудня 2020).